# Ishigaki
Ishigaki (jap. 石垣市 Ishigaki-shi) – miasto w Japonii, na wyspie Ishigaki, należącej do małego archipelagu Yaeyama, leżącego w południowej części archipelagu Riukiu, administracyjnie należy do prefektury Okinawa.
Ishigaki jest znane z własnego gatunku „japońskiej wołowiny” (wagyū) o pewnych cechach podobieństwa do wołowiny z Kobe. Tylko 20% bydła urodzonego na wyspie pozostaje tam do hodowli lokalnie. Reszta jest transportowana do innych regionów Japonii.  
Wołowina ishigaki, podobnie jak inne gatunki tego rodzaju, charakteryzuje się marmurkowatością wynikającą z obecności tłuszczu pomiędzy warstwami mięsa. Tłuszcz ten, o niższej temperaturze topnienia, nadaje mięsu wyjątkowy smak i delikatność. Jest to tłuszcz jednonienasycony, co powoduje obniżenie złego cholesterolu. 
10 lipca 1947 roku status miasta został podniesiony z Ishigaki-chō do Ishigaki-shi.

## Galeria (miasto i wyspa)

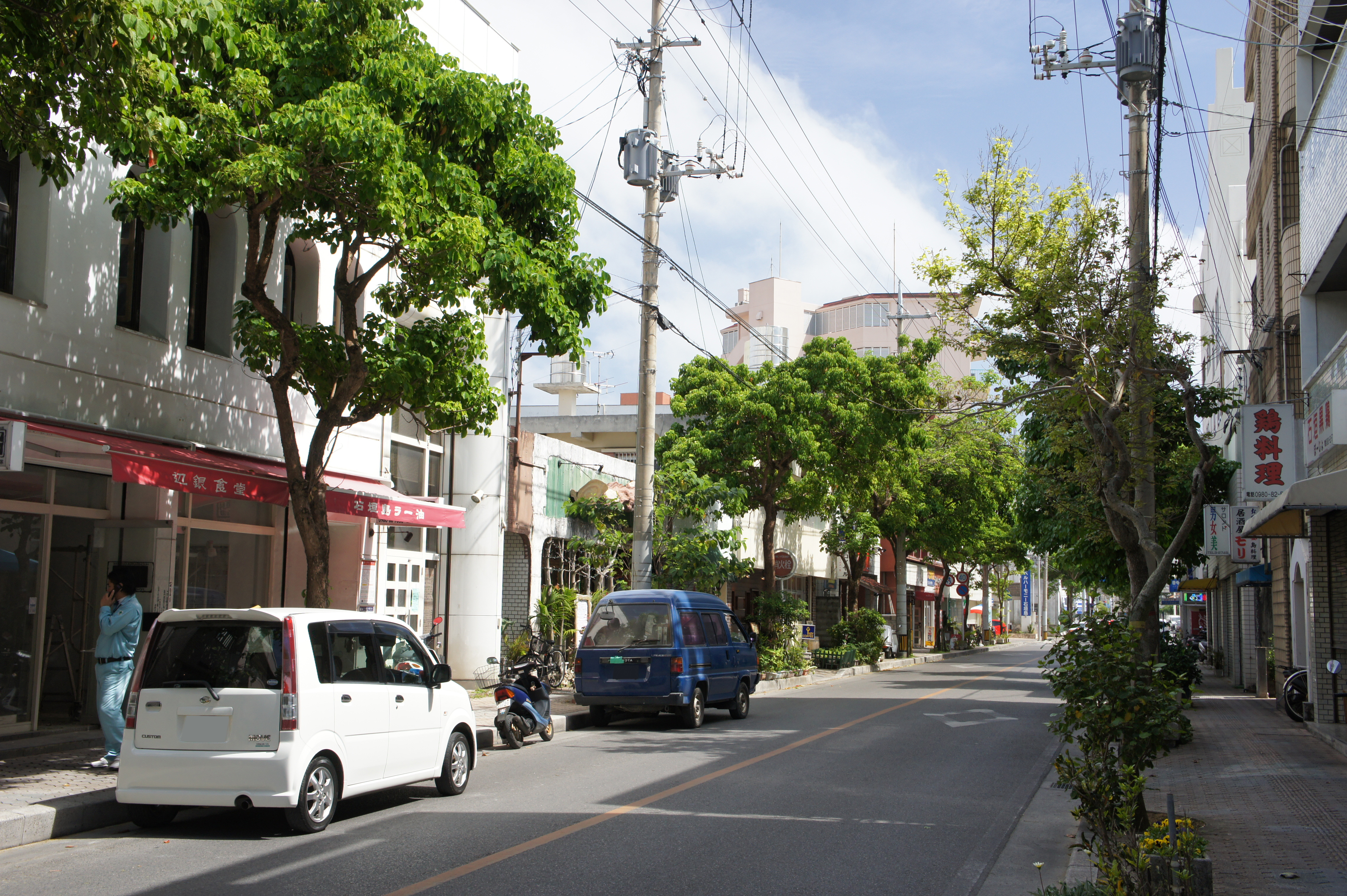
Ulica Yui
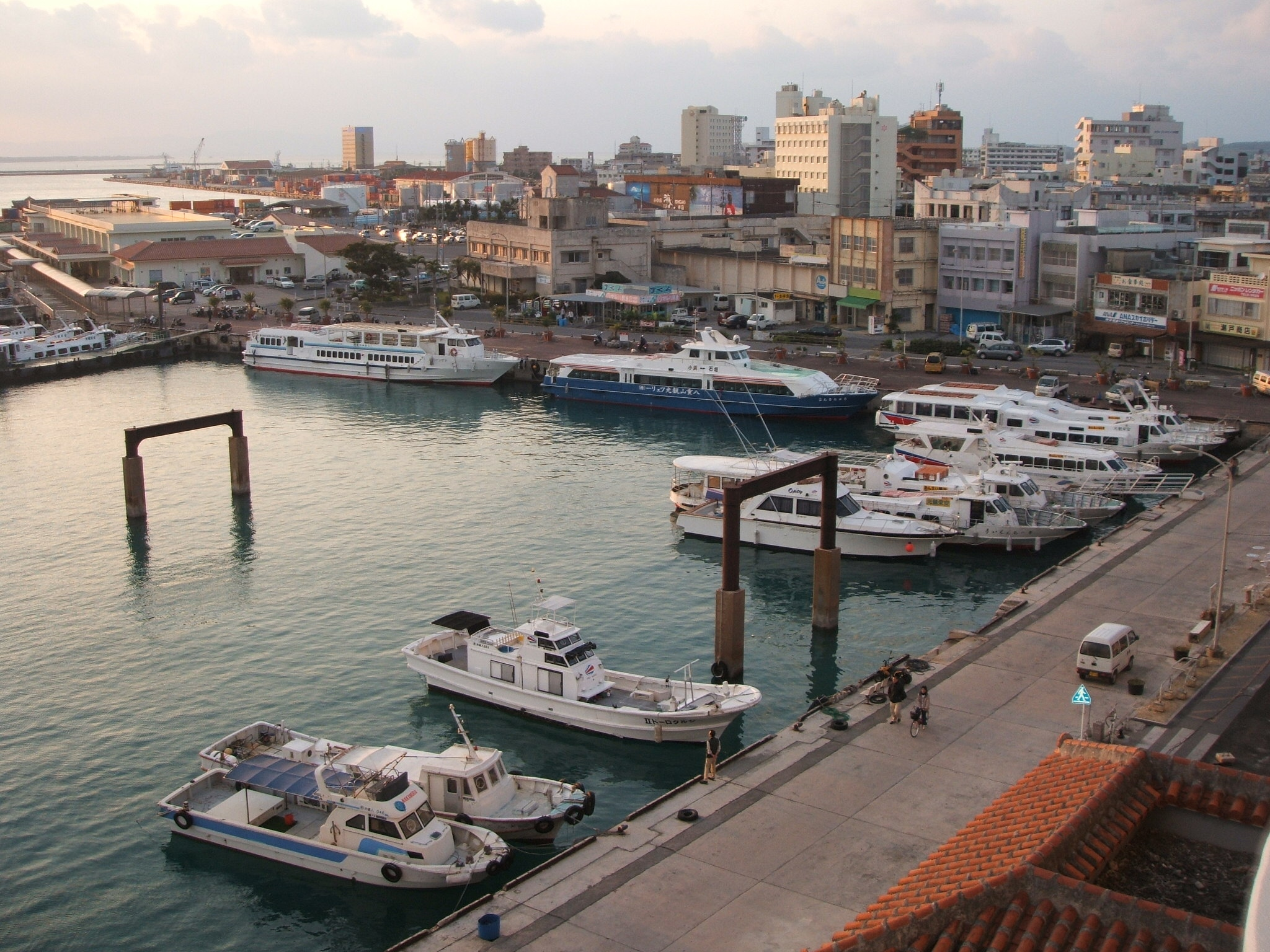
Port Ishigaki
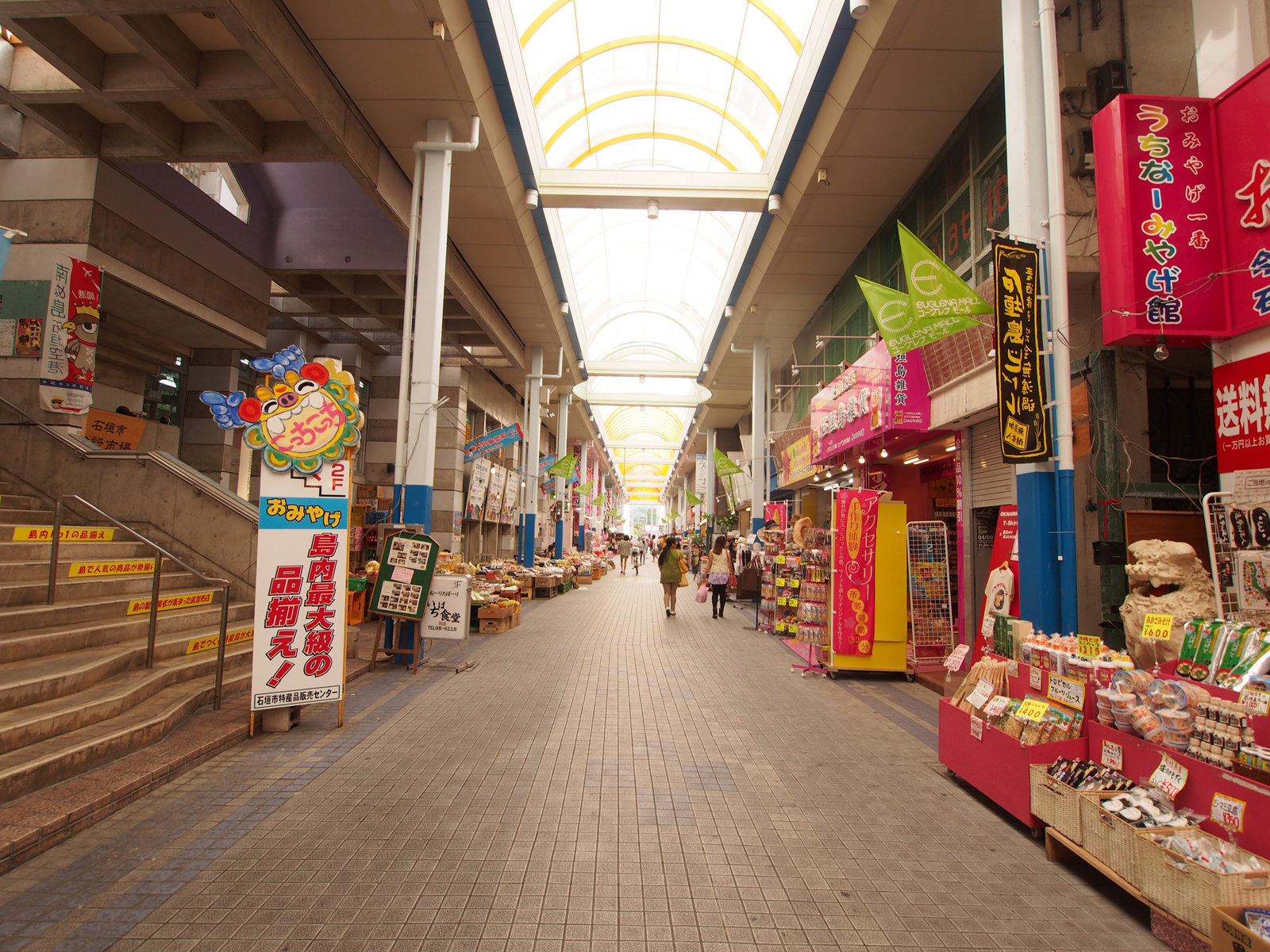
Centrum handlowe
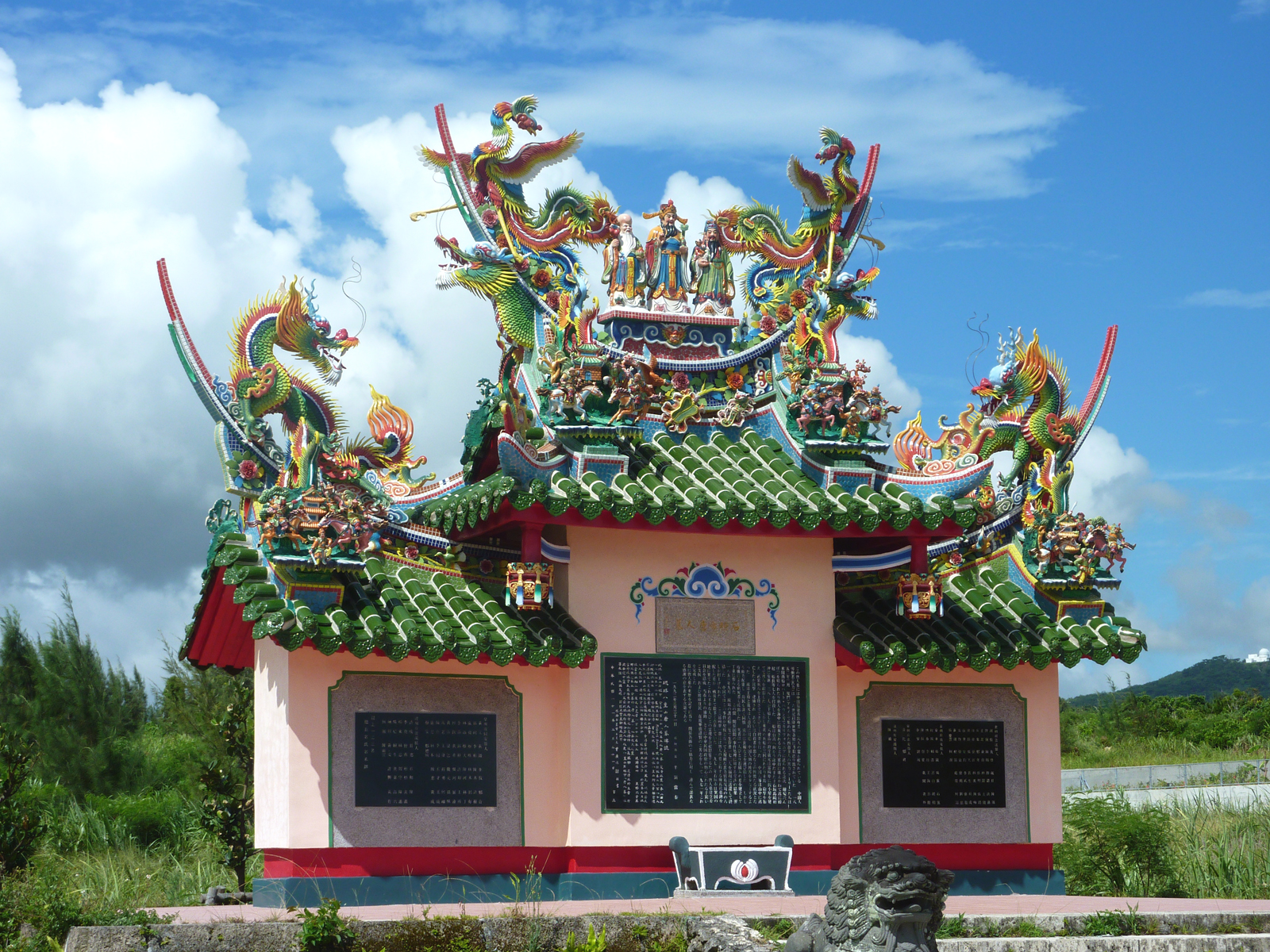
Grobowiec 400 chińskich robotników, którzy zginęli w wyniku buntu na statku płynącym do Ameryki w 1852 roku
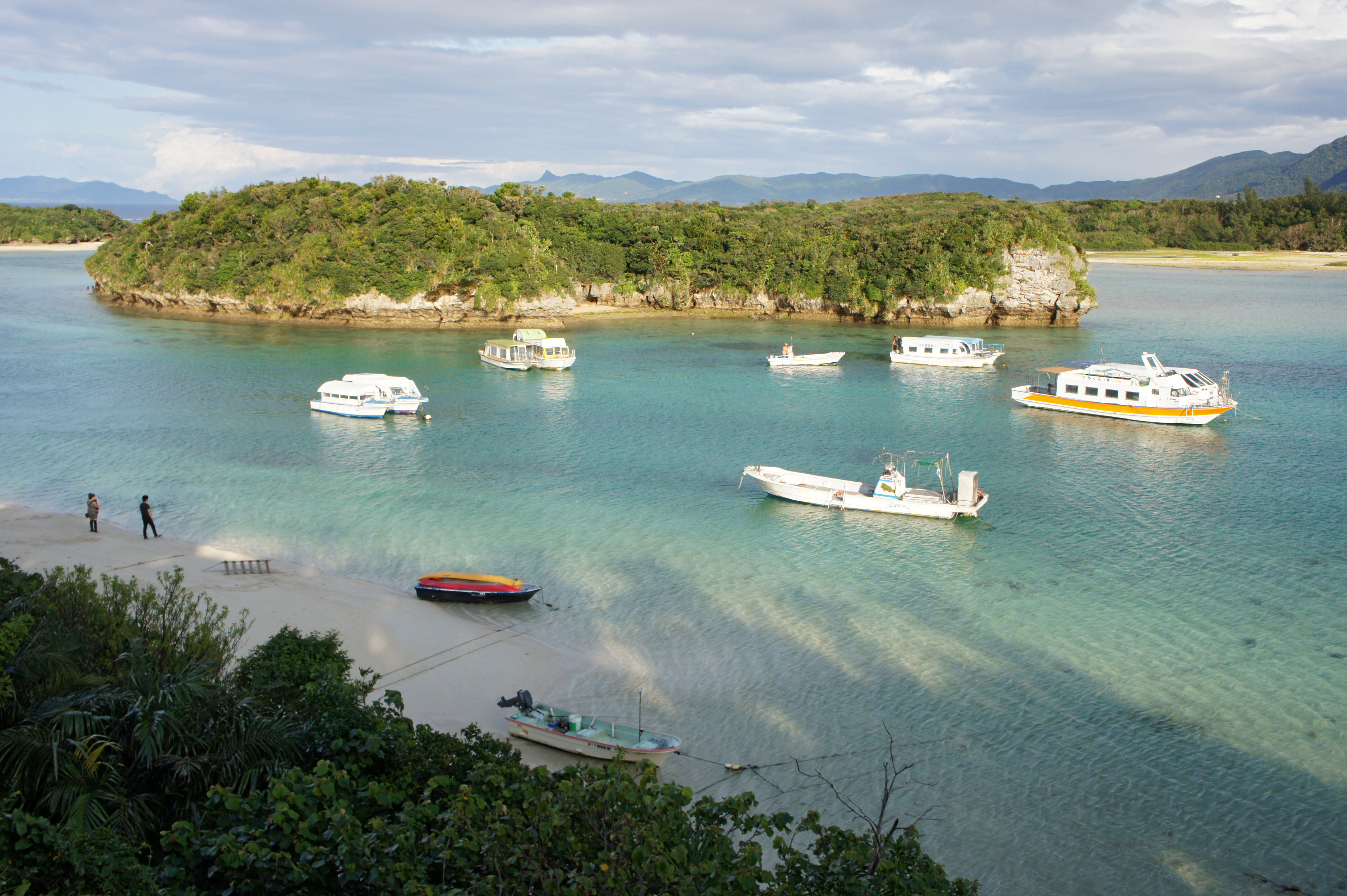
Zatoka Kabira